# Petr Svoboda (biolog)
Petr Svoboda (* 8. února 1974 Kladno) je český buněčný a molekulární biolog, vedoucí oddělení epigenetických regulací Ústavu molekulární genetiky Akademie věd České republiky a vysokoškolský pedagog na Přírodovědecké fakultě Univerzity Karlovy v Praze a Přírodovědecké fakultě Jihočeské univerzity.

## Vzdělání
V letech 1988–1992 vystudoval Gymnázium Jana Palacha v Mělníku. Po maturitě z pěti předmětů, včetně volitelné matematiky, pokračoval oborem buněčná a molekulární biologie na Přírodovědecké fakultě Univerzity Karlovy v Praze, kterou absolvoval v roce 1997.
Od července 1998 do roku 2002 pokračoval postgraduálním stupněm vzdělání na filadelfské Pensylvánské univerzitě, součásti Ivy League, kde v oddělení biologie vyučoval základní kurzy biologie a bioinformatiku. V laboratoři profesora Richard M. Schultze se na pozici vědeckého asistenta zabýval RNA interferencí a reprogramováním genomu. Po zisku titulu Ph.D. strávil další rok na pensylvánské univerzitě. Od října 2003 do konce roku 2006 prožil postdoktorální pobyt v basilejském Institutu Friedricha Mieschera. V laboratoři profesora Witolda Filipowicze se věnoval procesům mikroRNA u savčích buněk.

## Profesní kariéra
Od roku 2007 stojí v čele oddělení epigenetických regulací Ústavu molekulární genetiky Akademie věd. Na přírodovědeckých fakultách Univerzity Karlovy a Jihočeské univerzity přednáší epigenetická témata, trendy vývojové biologie a řízení genové exprese. V letech 2011–2013 podstoupil na pražské fakultě habilitační řízení pro obor buněčná a vývojová biologie, kde obhájil práci na téma „Dicer-dependent small RNA pathways in mammalian cells“ (docent, s účinností od dubna 2013). V prosinci 2017 byl jmenován profesorem pro obor Buněčná a vývojová biologie na Univerzitě Karlově.
V roce 2013 Svobodova skupina odhalila fylogeneticky starou formu imunitní reakce v myším vajíčku, která byla během evoluce v savčích buňkách vypnuta. Díky mutaci v myším vejci došlo k aktivaci této staré imunitní odpovědi. Předmětem studia se stala možnost obnovit tuto imunitní reakci také v tělních buňkách a využít ji v léčbě virových onemocnění. Objev byl publikován v časopise Cell.
H-index dosahoval k roku 2011 hodnoty 18 a úhrnný počet citací Web of Science bez autocitací činil 1  490.

## Ocenění
Dne 14. května 2014 obdržel cenu Neuron v oboru medicína za výsledky výzkumu, jež „mohou posloužit k vývoji léku, který podstatně zkrátí dobu léčby některých virových nemocí, například chřipky nebo rýmy.“

## Filmografie
- 2019 – Karel, já a ty – přednášející na fakultě, cameo